# Himertosoma philippense
Himertosoma philippense är en stekelart som beskrevs av Dali Chandra och Gupta 1977. Himertosoma philippense ingår i släktet Himertosoma och familjen brokparasitsteklar. Inga underarter finns listade i Catalogue of Life.